# Shigeo Okabe
Shigeo Okabe (岡部繁夫, Okabe Shigeo) est un peintre japonais du XXe siècle, né en 1912 à Kuse dans la Préfecture de Hiroshima et mort en 1969.

## Biographie
Shigeo Okabe est un peintre abstrait; en 1950, il reçoit le prix de l'Association des Artistes indépendants. En 1965, il participe à l'exposition Tendances de la peinture et de la sculpture japonaise contemporaines, au Musée d’art moderne de Kyoto. Depuis 1965, il participe à la Biennale de Tokyo, où il obtient un prix en 1966. La même année, il figure à la première J.A.F.A à New York, et reçoit le prix du président de la J.A.F.A. En 1968, il participe à l'exposition Influences réciproques des Arts occidentaux et orientaux au musée d'Art moderne de Tokyo. En 1969, il figure dans la section des œuvres représentatives des vingt dernières années, à l'Exposition d'Art contemporain du Japon.